# Qiu Zihan
Qiu Zihan (chinesisch 邱子瀚, * 17. Januar 1991 in Xiamen, Fujian) ist ein chinesischer Badmintonspieler.

## Karriere
Qiu Zihan verzeichnet bisher als seinen größten Erfolg den Gewinn der Bronzemedaille bei der Asienmeisterschaft 2010 im Mixed mit Tian Qing. Zuvor hatte er schon bei der Badminton-Juniorenweltmeisterschaft 2008 Gold mit dem Team und Silber im Doppel mit Chai Biao gewonnen.

## Sportliche Erfolge
| Saison | Veranstaltung              | Disziplin    | Platz | Name                     |
| ------ | -------------------------- | ------------ | ----- | ------------------------ |
| 2008   | Junioren-Weltmeisterschaft | Team         | 1     | China                    |
| 2008   | Junioren-Weltmeisterschaft | Herrendoppel | 2     | Qiu Zihan / Chai Biao    |
| 2010   | Asienmeisterschaft         | Mixed        | 3     | Qiu Zihan / Tian Qing    |
| 2012   | Thailand Open              | Herrendoppel | 1     | Liu Xiaolong / Qiu Zihan |